# Série 12 SNCB
La série 12 est une série de douze locomotives électriques bicourant commandée en 1985 par la SNCB afin de pouvoir effectuer des liaisons avec la France.

## Histoire
La première grande génération de motrices électriques de la SNCB était composée majoritairement de motrices monotension 3 kV (155 exemplaires des séries 22,23 et 25) et d'une douzaine de motrices polycourant (séries 15 et 16) livrées entre le milieu des années '50 et '60. Cette génération reposait sur une technologie électromécanique simple et robuste (moteurs à courant continus, résistances de démarrage pilotées par rhéostat automatisé Jeumont-Heidmann, transformateurs et pont redresseur à diodes pour l'alimentation en tension alternative). 
Dans les années '70, un nombre limité de motrices (26 et 18) permettent de supporter l'extension de l'électrification. Au niveau conception, on reste dans les technologies de la première génération.
Fin des années '70, la SNCB étudie avec l'industrie nationale une nouvelle génération de matériel, utilisant des semi conducteurs (thyristors) pour le pilotage des moteurs de traction. Il en découlera une seconde génération de machines dont les 25 exemplaires de la série 20 constituent les précurseurs, suivie par 4 séries partageant plusieurs éléments, notamment leur caisse et bogies (120 machines monotension des séries 21 et 27, 24 machines polytensions des séries 11 et 12). Si la première génération visait la traction de trains internationaux "grandes lignes" relativement légers, il s'agit ici de prendre en charge un trafic de proximité en rames complètes. La série 12 est initialement spécialisée à la traction voyageur vers Lille au départ de la dorsale wallonne (Liège - Namur - Charleroi - Mons - Tournai) ou de l'ouest de la Flandre (Courtrai - Bruges - Ostende et Courtrai - Gand - Anvers). 
Au niveau du fret, l'habitude est alors soit à la traction diesel, soit plus fréquemment au relais de traction dans les gares frontières et triages commutables. Cette situation va évoluer fin des années 1990 en vue d'améliorer la vitesse commerciale des trains. La SNCB acquiert alors des automotrices polycourant AM 96 qui libèrent les série 12 afin de les réaffecter à ces trafics d'intercirculation vers les triages de Somain et Frethun. Elles seront intégrées à un pool international composé également de BB 36000 de la SNCF.
Fin de la décennie 2000, la SNCB dispose de deux séries de locomotives performantes homologuées pour le réseau SNCF : les 12 exemplaires de la série 12 et les 60 exemplaires de la 13. La libéralisation du fret induit par ailleurs de spécialiser le matériel fret afin de pouvoir isoler la comptabilité de cette activité. Pour viabiliser sa filiale fret mal en point, la SNCB est autorisée à y affecter des locomotives à des conditions comptables intéressantes. La série 12 et une moitié de l'effectif de la série 13 sont concernées.
Quelques années plus tard, une crise économique touche durement la sidérurgie européenne, l'un des principaux clients du rail belge. Le trafic de fret (et plus spécifiquement celui vers la France) s'effondre. La mise en parc de machines est envisagée. Par ailleurs, la quasi-totalité du contingent de 60 machines de la série 13 est disponible pour le fret à la suite de l'acquisition de la (seconde) série 18. Maintenir deux séries pour un même type de trafic apparaît alors comme un gaspillage dispensable. La petite série 12, quoique très fiable, devient surnuméraire et en 2010, des contacts sont lancés en vue de leur revente. 

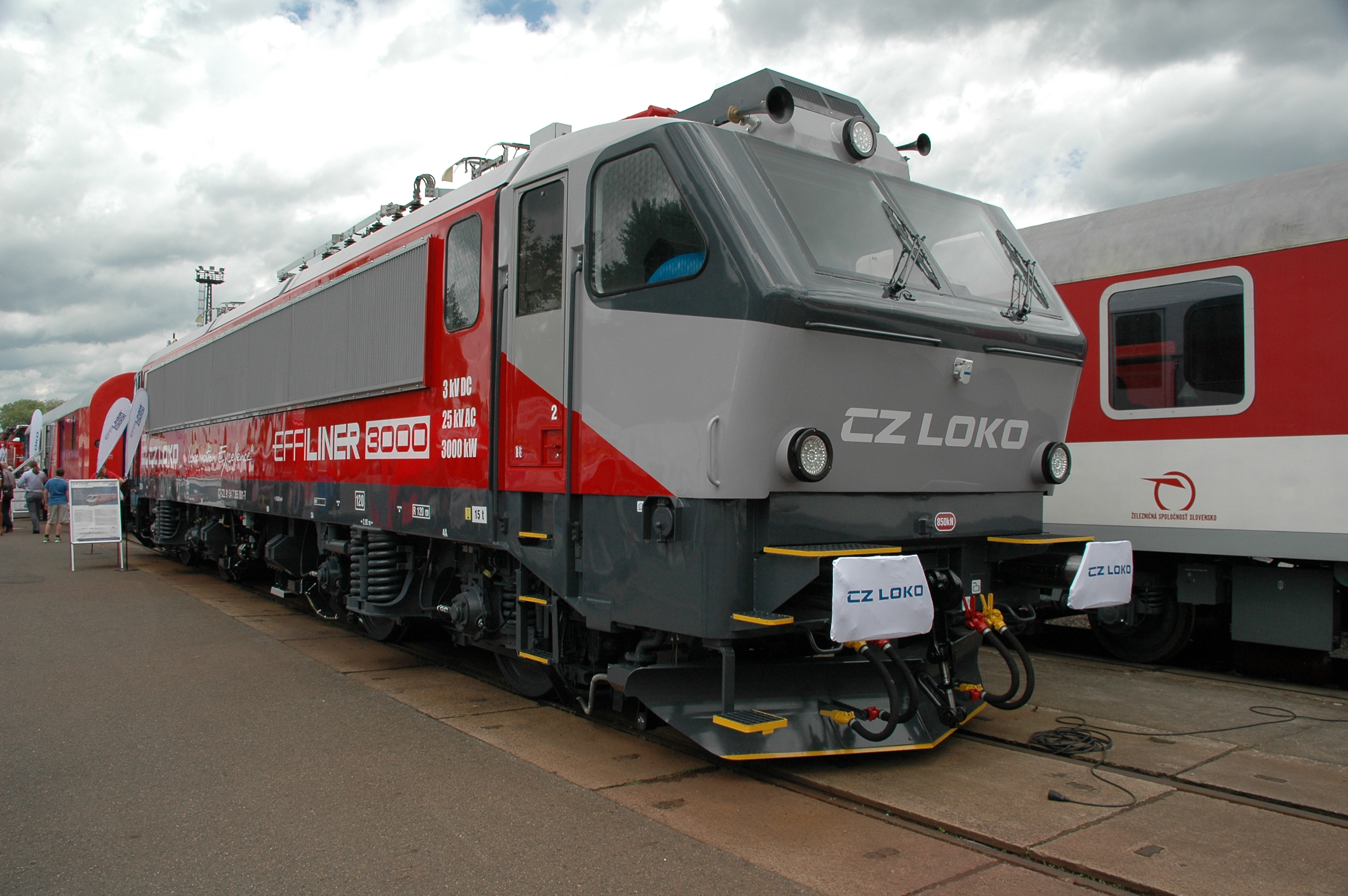
EffiLiner 3000

Comme la SNCB dispose d'une filiale fret active en France  OSR France (On Site Rail France), il est question que celle-ci récupère la série 12, mais la formule est peu praticable. Les clients disposent généralement de raccordements ferrés non électrifiés et n'ont pas de moyens de traction propres. L'usage de motrices thermiques permet d'opérer les manœuvres et de tracter les convois de bout en bout, ce qui n'est pas possible avec des motrices électriques.
En 2011, la formation des conducteurs à la série 13 est organisée. Jusque-là, elle circulait uniquement sur le corridor Sibelit Belgique - frontière B/F/L (Athus) - frontière F/CH          (Saint-Louis/Bâle). Avec pour conséquence la mise en parc des série 12 qui seront entreposées dès janvier 2013 dans un ancien atelier SNCB « en attente de jours meilleurs » selon la formule consacrée.
Le 9 avril 2013, la motrice 1203 est expédiée en Tchéquie afin d'y être testée par CZ-loko. À la suite des résultats positifs, une reconstruction partielle (conservation de la mécanique et de la motorisation et remplacement de l'équipement électrique et de confort) est menée, la motrice sort de révision mi 2016 sous le nom "EffiLiner 3000" . Les 11 autres exemplaires de la série 12 sont acquis par cette société tchèque en mars 2016.

## Description
Elles sont semblables aux séries 11, 21 et 27.

## Modélisme
La série 12 a été reproduite à l'échelle HO par les firmes belge LS-Models et italienne Lima.

## Galerie d’images

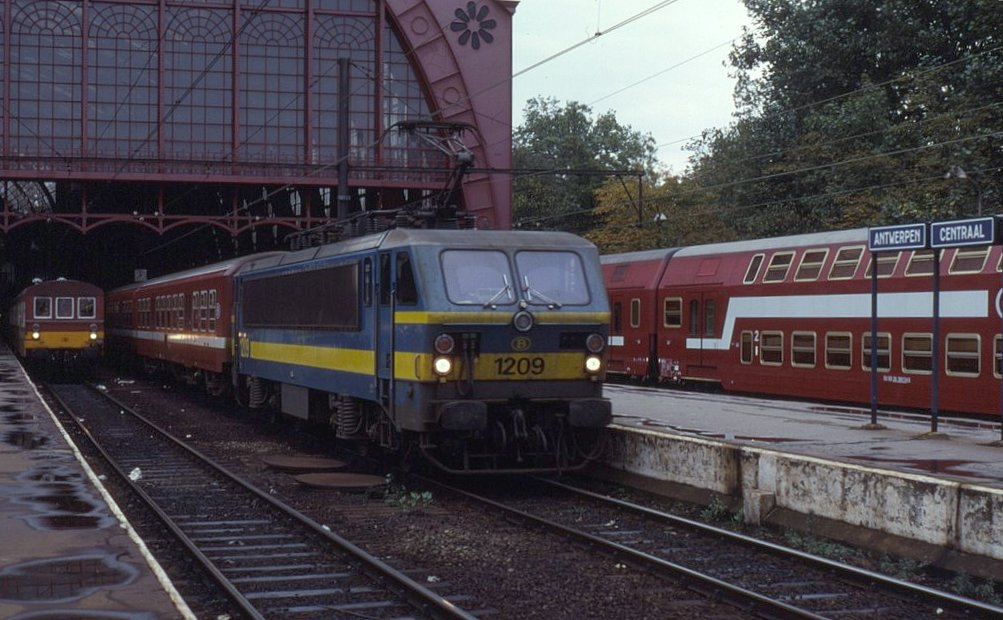
La 1209 quitte Anvers-Central en tête d'une rame de voitures M4. 1991.
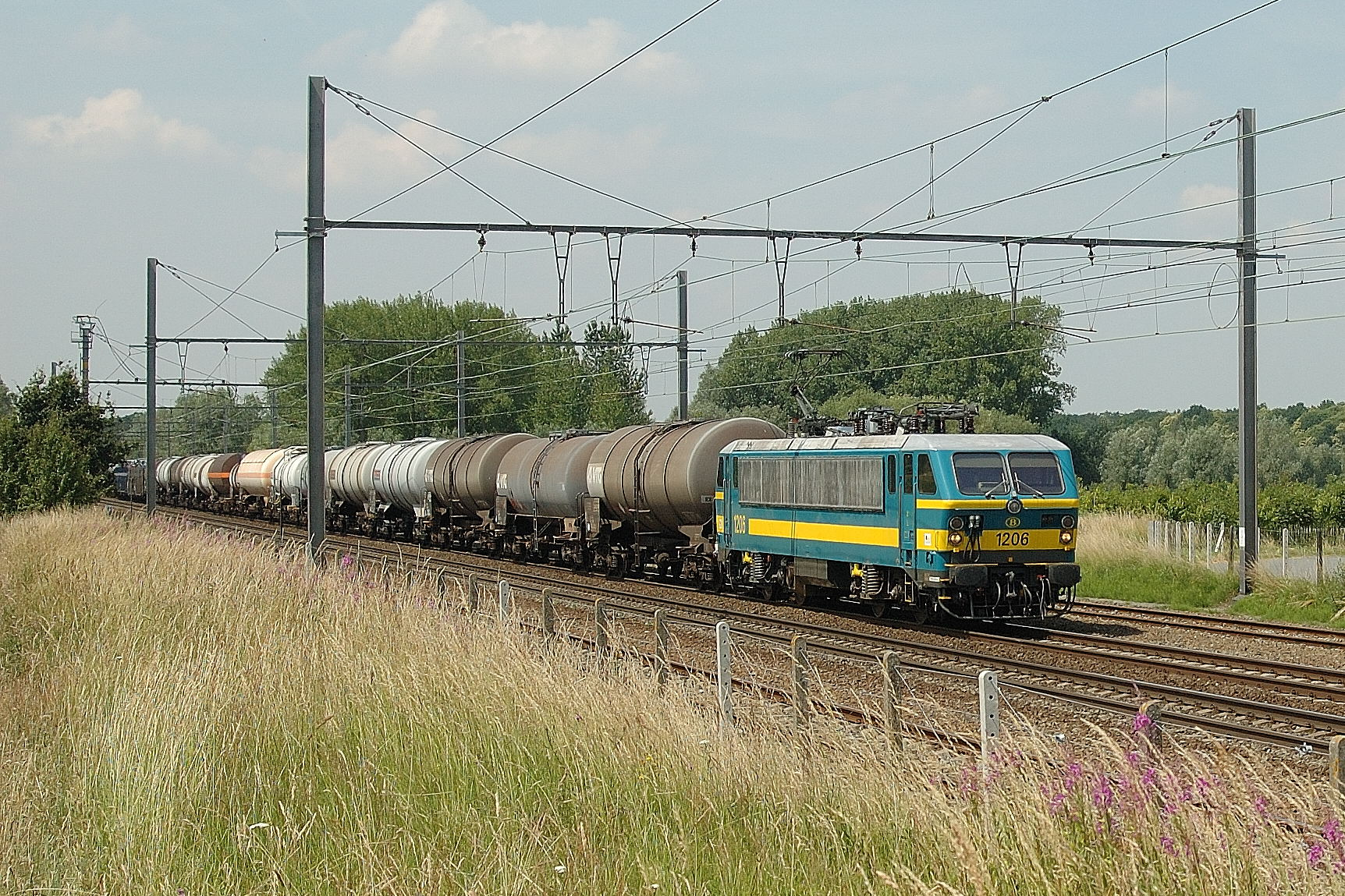
Passage d'un train de wagons-citernes à Schellebelle. 2009.
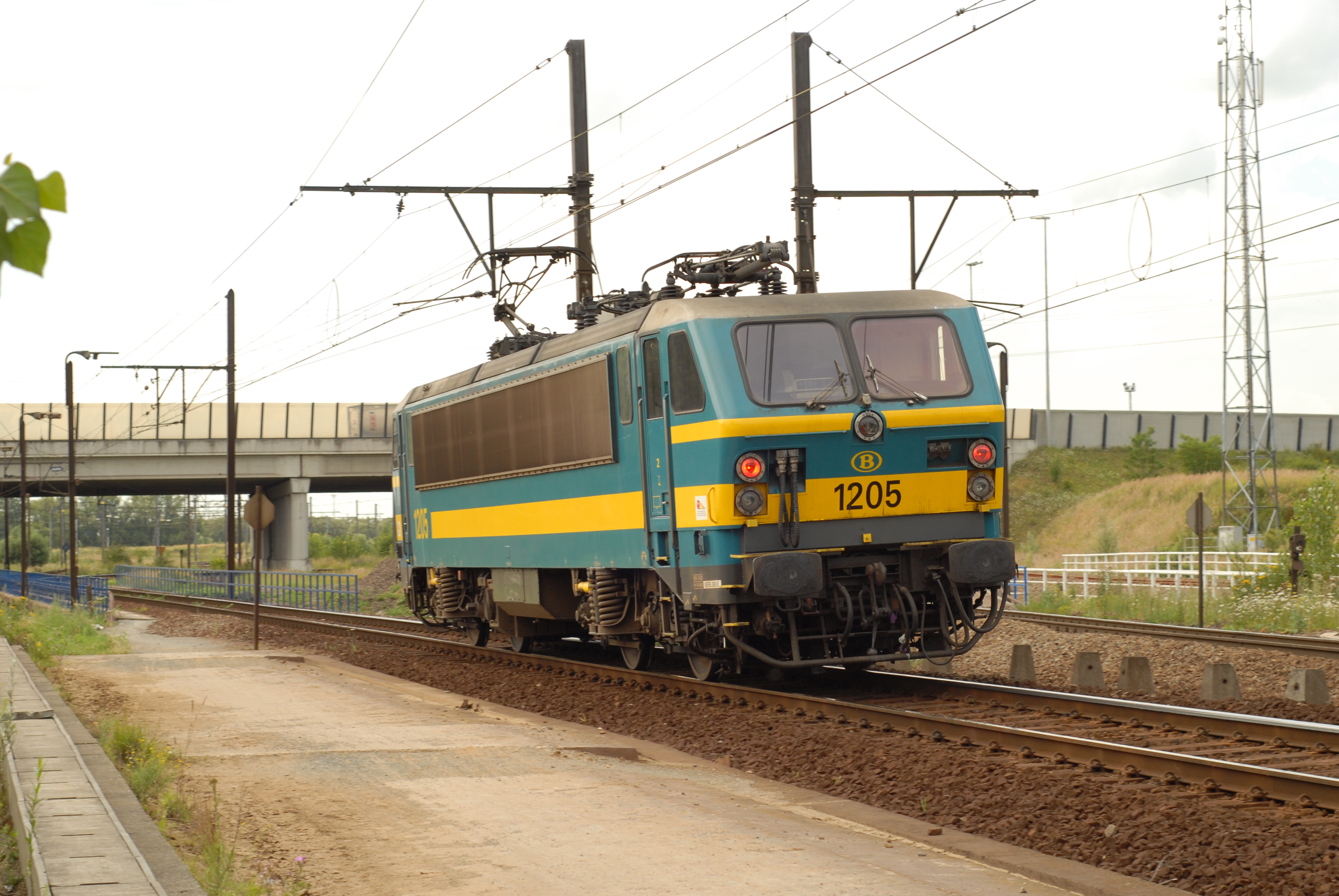
La 1205 circule à vide près du port d'Anvers. 2009.
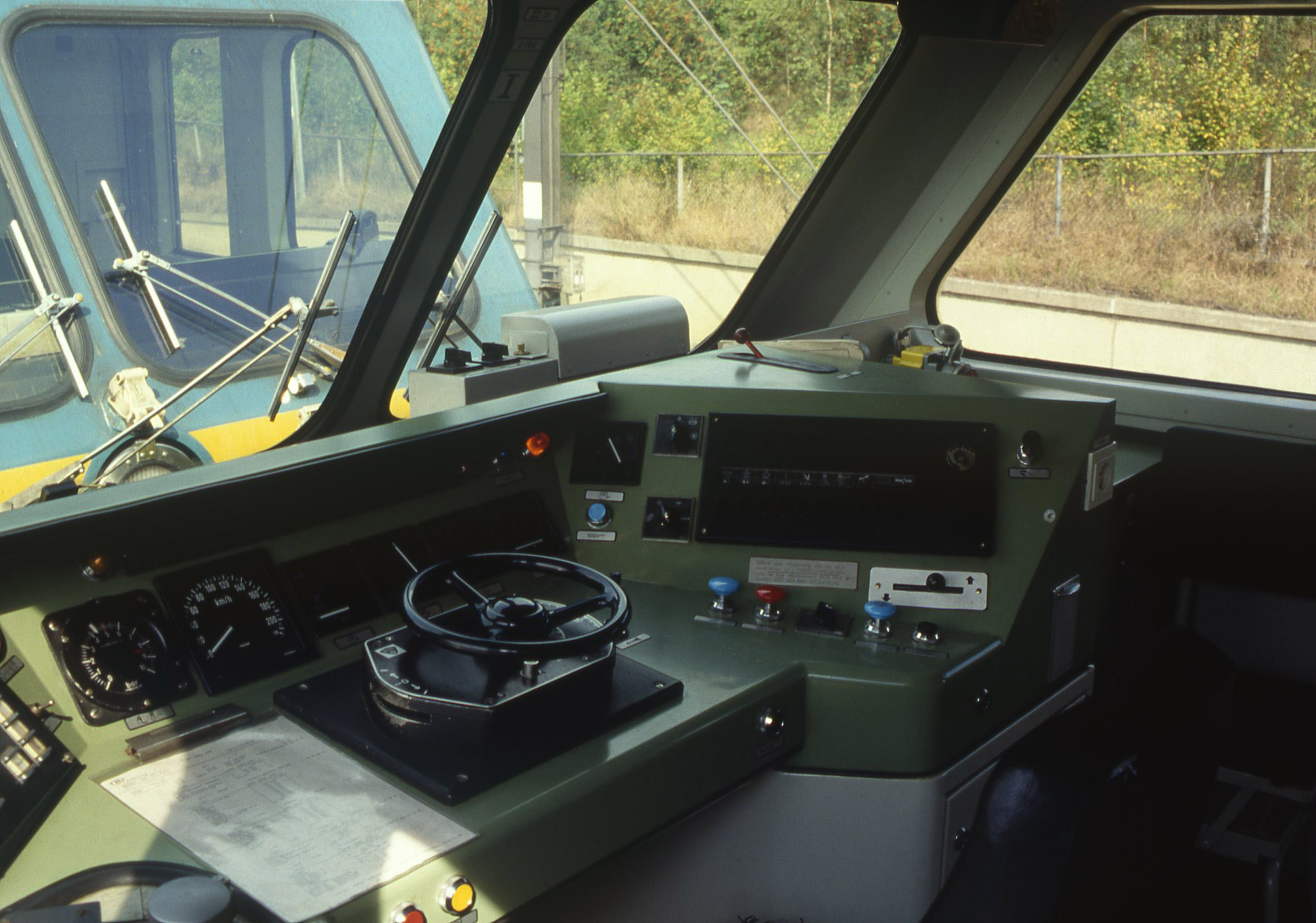
Le poste de conduite des locomotives série 12 et 21 était fort proche.